# Зовнішньоекономічний контракт
Зовнішньоекономічний контракт - матеріально оформлена угода двох чи більше суб'єктів зовнішньоекономічної діяльності та їх іноземних контрагентів, спрямована на встановлення, зміну або припинення їхніх взаємних прав та обов'язків у зовнішньоекономічній діяльності [2].
Стороною, що повинна здійснити виконання, вирішальне для змісту договору, є:
1. продавець — за договором купівлі-продажу;
2. дарувальник — за договором дарування;
3. одержувач ренти — за договором ренти;
4. відчужувач — за договором довічного утримання (догляду);
5. наймодавець — за договорами найму (оренди);
6. позикодавець — за договором позички;
7. підрядник — за договором підряду;
8. виконавець — за договорами про надання послуг;
9. перевізник — за договором перевезення;
10. експедитор  — за договором транспортного експедирування;
11. зберігач — за договором зберігання;
12. страховик — за договором страхування;
13. повірений — за договором доручення;
14. комісіонер — за договором комісії;
15. управитель — за договором управління майном;
16. позикодавець — за договором позики;
17. кредитодавець — за кредитним договором;
18. банк — за договором банківського вкладу (депозиту), за договором банківського рахунку;
19. фактор — за договором факторингу;
20. ліцензіар — за ліцензійним договором;
21. правоволоділець — за договором комерційної концесії;
22. заставодавець — за договором застави;
23. поручитель — за договором поруки.

Контракт міжнародної купівлі-продажу — договір постачання товару, погоджений і підписаний експортером та імпортером. Обов'язковою умовою Договору купівлі-продажу є перехід права власності на товар від продавця до покупця. Цією умовою він відрізняється від усіх інших видів договорів — орендного, ліцензійного, страхування тощо. Контракт купівлі-продажу є основним засобом регулювання ділових відносин у сфері зовнішньоторговельного обігу, де діє принцип свободи договору. Цей принцип є результатом розвитку ширшого принципу, що діє і в національному законодавстві більшості країн, і у сфері міжнародного права принципу автономії волі. Керуючись цим принципом, суб'єкти ЗЕД самі вирішують, укладати договір, чи ні, з ким його укладати, яким буде його зміст і форма. В окремих випадках форма контракту передбачена правовими актами, а чинність контракту залежить від дотримання цієї форми[2].
Види договорів купівлі-продажу.
Контракт разового постачання — одноразова угода, що передбачає постачання узгодженої кількості товару до визначеної дати, терміну, періоду часу. Постачання товарів робиться один або декілька разів протягом установленого терміну. Після виконання прийнятих зобов'язань юридичні відносини між сторонами і, власне, контракт припиняються. Разові контракти можуть передбачати як короткі, так і тривалі терміни постачання.
Контракт з періодичним постачанням передбачає регулярне (періодичне) постачання визначеної кількості, партій товару протягом встановленого умовами контракту терміну, який може бути короткостроковим (один рік), і довгостроковим (5— 10 років, а іноді і більше).
Контракти на постачання комплектного устаткування передбачають наявність зв'язків між експортером і покупцем — імпортером устаткування, а також спеціалізованими підприємствами, що беруть участь у комплектації такого устаткування. При цьому генеральний постачальник організує і відповідає за повну комплектацію і своєчасність постачання, а також за якість.
Залежно від форми оплати товару розрізняють контракти з оплатою в грошовій формі і з оплатою в товарній формі цілком або частково. 
Контракти з оплатою в грошовій формі. Контракти з оплатою в грошовій формі передбачають розрахунки у визначеній сторонами валюті із застосуванням обумовлених у контракті способів платежу (готівковий платіж, платіж з авансом і в кредит) і форм розрахунку (інкасо, акредитив, чек, вексель).
Контракти з оплатою в товарній або змішаній формі. Значного поширення в сучасних умовах набули контракти з оплатою в змішаній формі, наприклад, при будівництві на умовах цільового кредитування підприємства "під ключ", коли оплата витрат відбувається частково в грошовій, а частково в товарній формі. Контракти з оплатою в товарній формі - бартерні угоди (товарообмінні і компенсаційні договори), передбачають простий обмін погоджених кількостей одного товару на інший. У цих угодах встановлюється або кількість товарів, що взаємно постачаються, або обумовлюється сума, на яку сторони зобов'язуються поставити товари.
Контракти на управління (management contracts) - є засобом, за допомогою якого фірми можуть направити частину свого управлінського персоналу, надаючи підтримку фірмі в іншій країні, чи виконувати спеціалізовані управлінські функції протягом визначеного періоду за встановлену плату. Контракти на управління, як правило, укладаються на термін від трьох до п'яти років із фіксованою оплатою або оплатою, що залежить від обсягу виробництва, а не від прибутку.
Контракти "під ключ" (turnkey projects) - передбачають укладання контракту на будівництво підприємств, що передаються за встановлену плату власнику, коли вони повністю готові до експлуатації. Фірми, що реалізують проекти "під ключ", часто є виробниками промислового устаткування; вони поставляють частину устаткування згідно з проектом. Особливо часто такими проектами займаються будівельні фірми. Платежі по проектах "під ключ" здійснюються поетапно, мірою виконання запланованих робіт. Початковий платіж звичайно становить 10-25 % вартості контракту, 50-65 % виплачується у ході виконання запланованих за проектом робіт, решта - коли підприємство фактично вже працює відповідно до умов контракту.
Колективні контракти. Одним із найбільших секторів ринку колективних контрактів, що бурхливо розвиваються, стали проекти, які є надто великими для однієї компанії. З початку проекту кілька компаній різних країн погоджуються розділити між собою високі витрати і рівень ризику, пов'язані з розробкою ряду компонентів, необхідних для кінцевого виробу; потім провідна (головна) компанія купує компоненти у фірм, кожна з яких виконувала визначену частину розробок[2].
Типовий контракт - це розроблений за встановленими правилами документ, який містить ряд уніфікованих умов, прийнятих у практиці міжнародної торгівлі, тобто наперед узгоджених, типових умов.
Використання типового контракту може здійснюватися двома способами:
1. беззаперечне приєднання одної зі сторін до умов кінцевої форми типового контракту, яку запропонувала інша сторона;
2. використання типового контракту як зразка, який може бути змінений відповідно до конкретної угоди.

Частіше типовий контракт, розроблений однією зі сторін угоди, береться за зразок і на його основі через узгодження кожної статті, кожної умови контракту розробляється індивідуальний контракт, який підписується сторонами.
Типові форми контрактів розробляють в основному великими експортерами певного виду продукції, об'єднаннями промисловців і підприємців, асоціаціями, союзами, торгово-промисловими палатами, біржовими комітетами. Наприклад, типові контракти на промислову сировину розробляють союзи підприємців. Це, як правило, національні союзи.
Проте стосовно багатьох товарів - зернових, лісо- і пиломатеріалах, шкірсировинних - велике значення мають типові контракти, розроблені міжнародними союзами підприємців.
Найбільше поширення в торгівлі зерновими, масляними товарами, цукром, кольоровими металами, бавовною, натуральним каучуком тощо дістали типові контракти, розроблені біржовими комітетами.
Галузеві об'єднання розробляють, як правило, кілька варіантів типових контрактів для кожного виду товарів. Різниця між цими варіантами полягає звичайно в методі визначення ціни (ФОБ, СІФ тощо) способу доставляння товару (цілими пароплавами чи дрібними відправками); напрямку перевезення, що може вплинути на упаковку товару, умови страхування та інше.
Велику увагу розробці типових контрактів приділяє Європейська економічна комісія (ЄЕК) ООН. Під керівництвом ЄЕК розроблено понад 30 варіантів типових контрактів і загальних умов купівлі - продажу, частково, договір купівлі-продажу зернових; загальні умови експортних доставок машинного обладнання; загальні умови монтажу машинного обладнання за кордоном; загальні умови купівлі-продажу для експорту товарів довготривалого користування та інших металовиробів серійного виробництва; загальні умови купівлі-продажу цитрусових та інше.
Типові форми контрактів є обов'язковими для сторін тільки за їх згодою. Як правило, зміст таких угод ґрунтується на праві і практиці країни-розроблювача. І це необхідно враховувати українським підприємцям, які укладають контракт з іноземним партнером[2].
Основні функції зовнішньоекономічних контрактів, незважаючи на наявність розбіжності суджень фахівців щодо існування тієї чи іншої з них, можна визначити так:
1. ініціативна;
2. програмно-координаційна;
3. інформаційна;
4. гарантійна;
5. правозахисна.